# فيصل العرايشي
فيصل العرايشي (19 يناير 1961، مكناس) هو رئيس الشركة الوطنية للإذاعة والتلفزة وشركة الدراسات والإنجازات السمعية البصرية (سورياد- دوزيم)، والجامعة الملكية المغربية لكرة المضرب منذ عام 2009.

## مسيرته
حائز على درجة الماجستير في العلوم من جامعة ستانفورد ومهندس (École spéciale des travaux publics, du bâtiment et de l'industrie) في باريس. شغل من عام 1987 إلى عام 1988 منصب المدير المسؤول عن إعادة هيكلة وإعادة تنظيم الشركة الشريفة للأعمال الأفريقية.
كان مؤسس ومدير SIGMA Technologies، وهي شركة متخصصة في ما بعد الإنتاج، والرسومات الحاسوبية والإنتاج والوسائط المتعددة (1989-1999).
تم تعيينه من قبل الملك محمد السادس لرئاسة الشركة الوطنية للإذاعة والتلفزة (SNRT)، وكذلك Soread 2M. وهو رئيس تطوير المشهد السمعي البصري في المغرب، على وجه الخصوص: رقمنة RTM، إنشاء إذاعة محمد السادس للقرآن الكريم، قناة العيون الجهوية، المغربية، الرابعة، السادسة، الرياضية، أفلام تيفي، تامازيغت، إنشاء TNT، قناة الأولى HD، بث مباشر لجميع القنوات الإذاعية والتلفزيون (SNRT LIVE).
في عام 2004 تم تعيينه نائباً لرئيس مجلس إدارة المهرجان الدولي للفيلم بمراكش.
في عام 2009، تم انتخابه رئيساً للجامعة الملكية المغربية لكرة المضرب (FRMT) خلفاً محمد امجيد.
في عام 2012، تم انتخابه عضوا في اللجنة التنفيذية لاتحاد البث الأوروبي (EBU).
في عام 2014، أعيد انتخابه في اللجنة التنفيذية لاتحاد البث الأوروبي.
في يونيو 2017، تم انتخابه رئيسًا للجنة الأولمبية الوطنية المغربية (CNOM).

## روابط خارجية
- فيصل العرايشي على موقع أوليمبيديا (الإنجليزية)